# Agustín Saavedra Weise
Agustín Saavedra Weise (Santa Cruz de la Sierra, Bolivia; 19 de noviembre de 1943-26 de diciembre de 2021) fue un economista, diplomático y politólogo boliviano. Fue el Ministro de Relaciones Exteriores de Bolivia desde el 21 de julio de 1982 hasta el 10 de octubre de 1982, durante el gobierno del presidente Guido Vildoso Calderon.

## Biografía
Nació en Santa Cruz de la Sierra el 19 de noviembre de 1943. Estudió en la escuela de su ciudad natal para luego viajar a la ciudad de La Paz a cursar estudios superiores. Saavedra ya ocupaba cargos muy importantes en el Ministerio de Relaciones Exteriores y Culto desde temprana edad el año 1962. En 1971 y 1972 fue director de Comercio en el Ministerio de Industria y Comercio. 

### Ministro de Relaciones Exteriores de Bolivia (1982)
El presidente Guido Vildoso lo nombró ministro de Relaciones Exteriores en julio de 1982, cargo que ocupó hasta octubre de 1982.

### Embajador de Bolivia en Argentina (1989-1993)
En 1989, el presidente de Bolivia Jaime Paz Zamora lo nombró como el nuevo embajador de Bolivia en Argentina. Estuvo en dicho cargo hasta el año 1993. A la vez,  recibió también la condecoración Gran Cruz de la Orden del Libertador José de San Martín.

### Presidente del Banco Central de Bolivia (2020)
El 14 de octubre de 2020, el gobierno de la presidenta Jeanine Áñez Chávez a través de su ministro de economía y finanzas públicas Branko Marinkovic designaron al economista de 77 años de edad Agustín Saavedra Weise en el cargo de presidente interino del Banco Central de Bolivia (BCB) en reemplazo de Guillermo Aponte Reyes, quien se enfermó de COVID-19 y tuvo que renunciar para ser operado.